# Strepet
Strepet (Tetrax tetrax) – gatunek średniej wielkości ptaka z rodziny dropi (Otididae), zamieszkujący Eurazję i północno-zachodnią Afrykę. Wyjątkowo zalatuje do Polski. Bliski zagrożenia wyginięciem.

## Systematyka
Gatunek ten po raz pierwszy zgodnie z zasadami nazewnictwa binominalnego opisał w 1758 Karol Linneusz w 10. edycji Systema Naturae. Autor nadał mu nazwę Otis tetrax, a jako miejsce typowe wskazał „Europę, a zwłaszcza Galię”, co Hartert uściślił do Francji.
Strepet jest jedynym przedstawicielem rodzaju Tetrax. Jest to gatunek monotypowy, choć Hartert proponował wydzielenie wschodniej populacji, charakteryzującej się nieco większym rozmiarem i bardziej szarym upierzeniem górnych partii ciała, do podgatunku orientalis.

## Morfologia

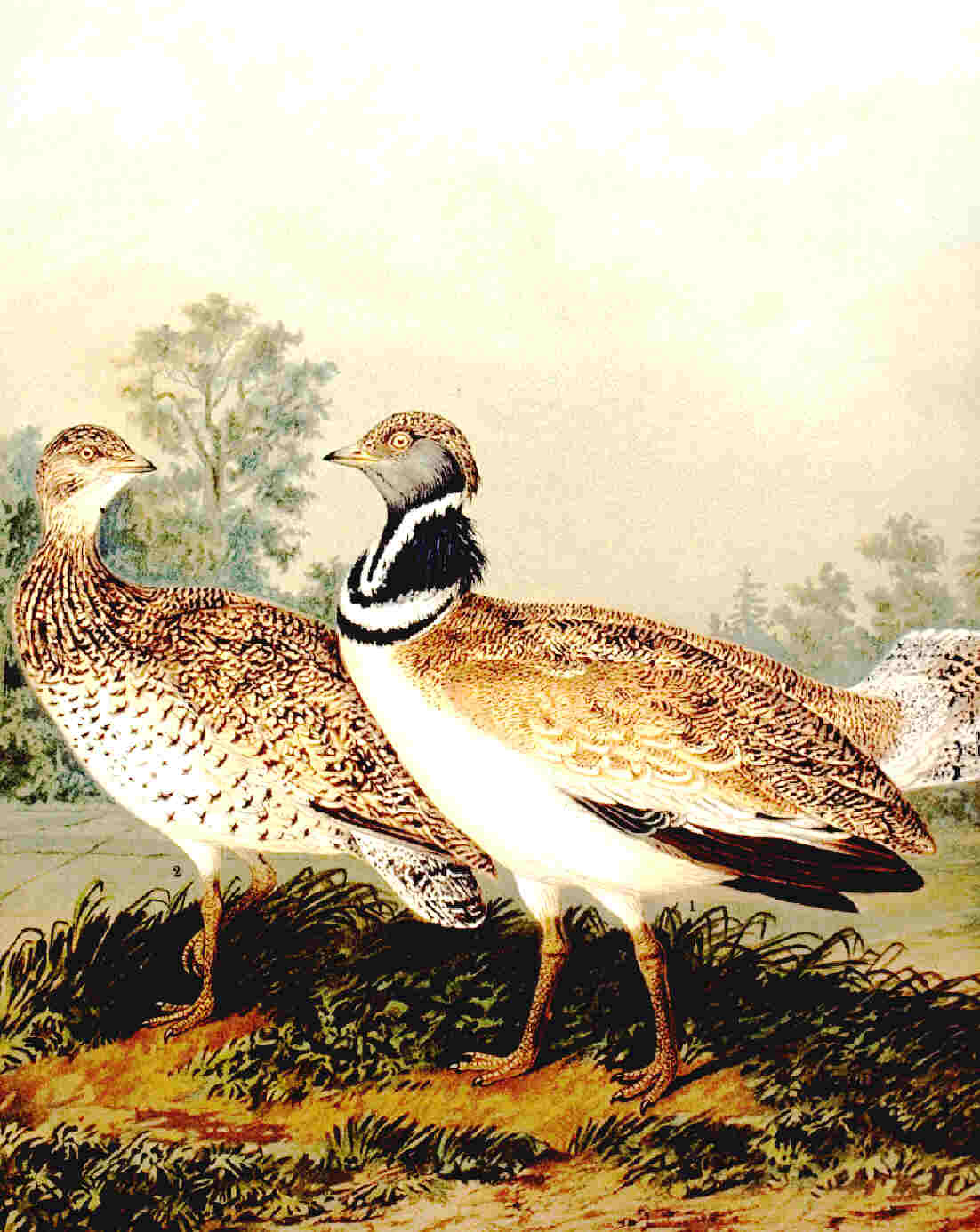
Para strepetów (samiec z prawej, samica z lewej)

WyglądJest to najmniejszy z dropi. Samiec w szacie godowej ma wierzch głowy płowobrązowy z ciemnymi plamkami, boki głowy szaropopielate, szyję czarną z dwoma białymi pasami, górnym w kształcie litery „U”, a dolnym w formie półobroży. W locie widoczne charakterystyczne białe plamy na skrzydłach. Wierzch ciała płowobrązowy z ciemnobrązowym rysunkiem, spód biały, boki rdzawe. Samica ma głowę, szyję i wierzch ciała płowobrązowy z ciemniejszym rysunkiem, brzuch i podogonie białe. Samiec w szacie spoczynkowej oraz osobniki młodociane podobne do samicy.
Wymiary średniedługość ciała ok. 40–50 cm
rozpiętość skrzydeł ok. 105–115 cm
masa ciała ok. 600–950 g

## Zasięg występowania
Strepet zamieszkuje Półwysep Iberyjski, Maroko, Francję, Półwysep Apeniński, Korsykę, Sardynię oraz Ukrainę, południową Rosję po Kazachstan, Kirgistan i północno-zachodnie Chiny, także północny Iran. Wschodnia część populacji wędrowna, zimuje w basenie Morza Śródziemnego, Azji Mniejszej, na Kaukazie oraz w Azji Południowej.
W Polsce do początków XX wieku sporadycznie gniazdował, obecnie zalatuje wyjątkowo. Od 1950 roku stwierdzony zaledwie dwa razy: we wrześniu 2012 w woj. lubelskim oraz w maju 2018 na Karsiborskiej Kępie (woj. zachodniopomorskie).

## Ekologia i zachowanie

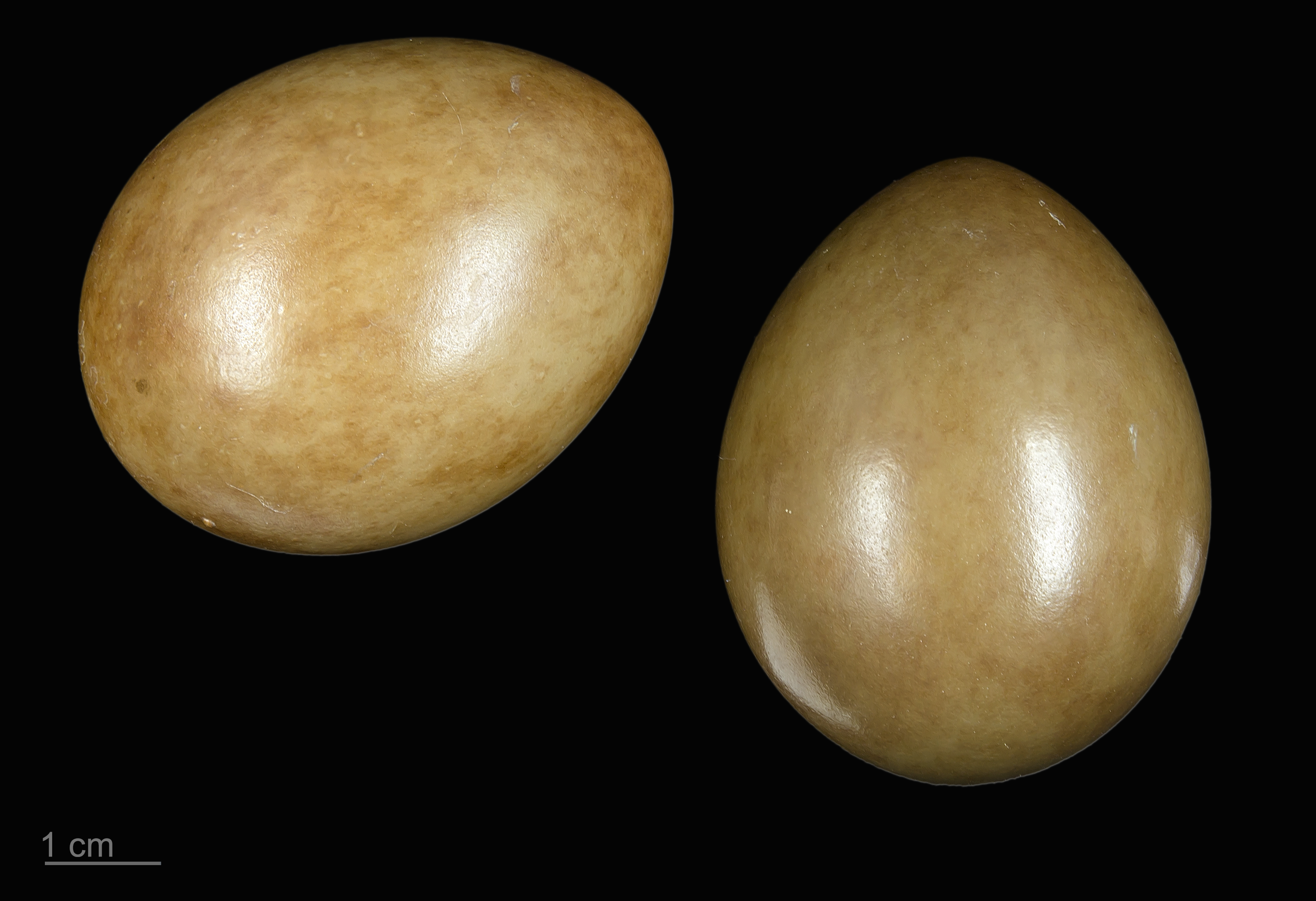
Jaja z kolekcji muzealnej

BiotopStepy i pola uprawne z niskimi roślinami.
GniazdoGniazdo znajduje się na ziemi i jest osłonięte roślinnością.
JajaW ciągu roku wyprowadza jeden lęg, składając w lutym–czerwcu 3 do 4 jaj.
Wysiadywanie, pisklętaJaja wysiadywane są przez okres 20 do 22 dni przez samicę. Samiec czuwa w pobliżu gniazda. Pisklęta opuszczają samicę jesienią.
PożywieniePokarm mieszany. Zielone części roślin, owady i drobne kręgowce.

## Status i ochrona
Międzynarodowa Unia Ochrony Przyrody (IUCN) uznaje strepeta za gatunek bliski zagrożenia (NT – Near Threatened). Liczebność światowej populacji, według szacunków, mieści się w przedziale 100–500 tysięcy osobników. Trend liczebności populacji oceniany jest jako spadkowy.
Na terenie Polski gatunek ten jest objęty ścisłą ochroną gatunkową.